# Кляйн-Філен
Кляйн-Філен (нім. Klein Vielen) — громада в Німеччині, розташована в землі Мекленбург-Передня Померанія. Входить до складу району Мекленбургіше-Зенплатте. Складова частина об'єднання громад Нойштреліц-Ланд.
Площа — 45,38 км2. Населення становить 620 ос. (станом на 31 грудня 2020).

## Галерея

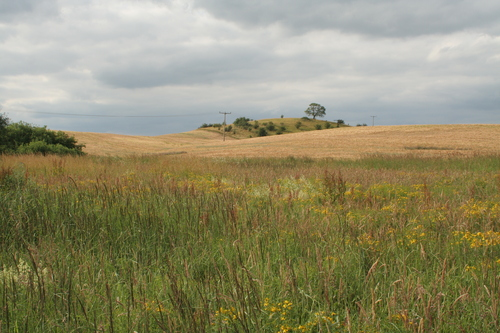
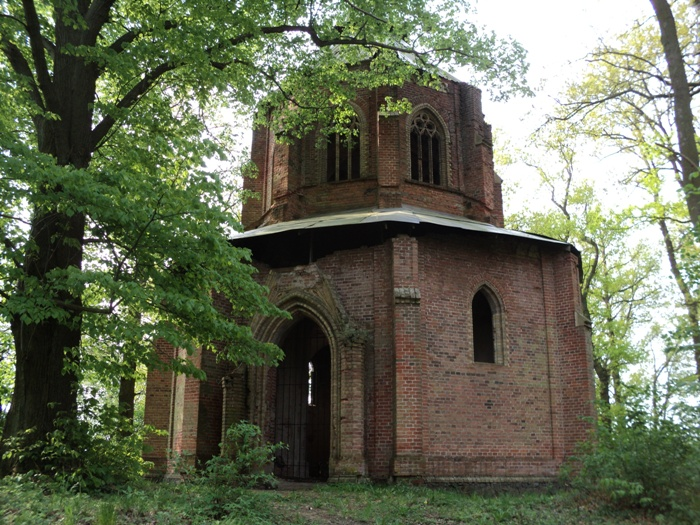
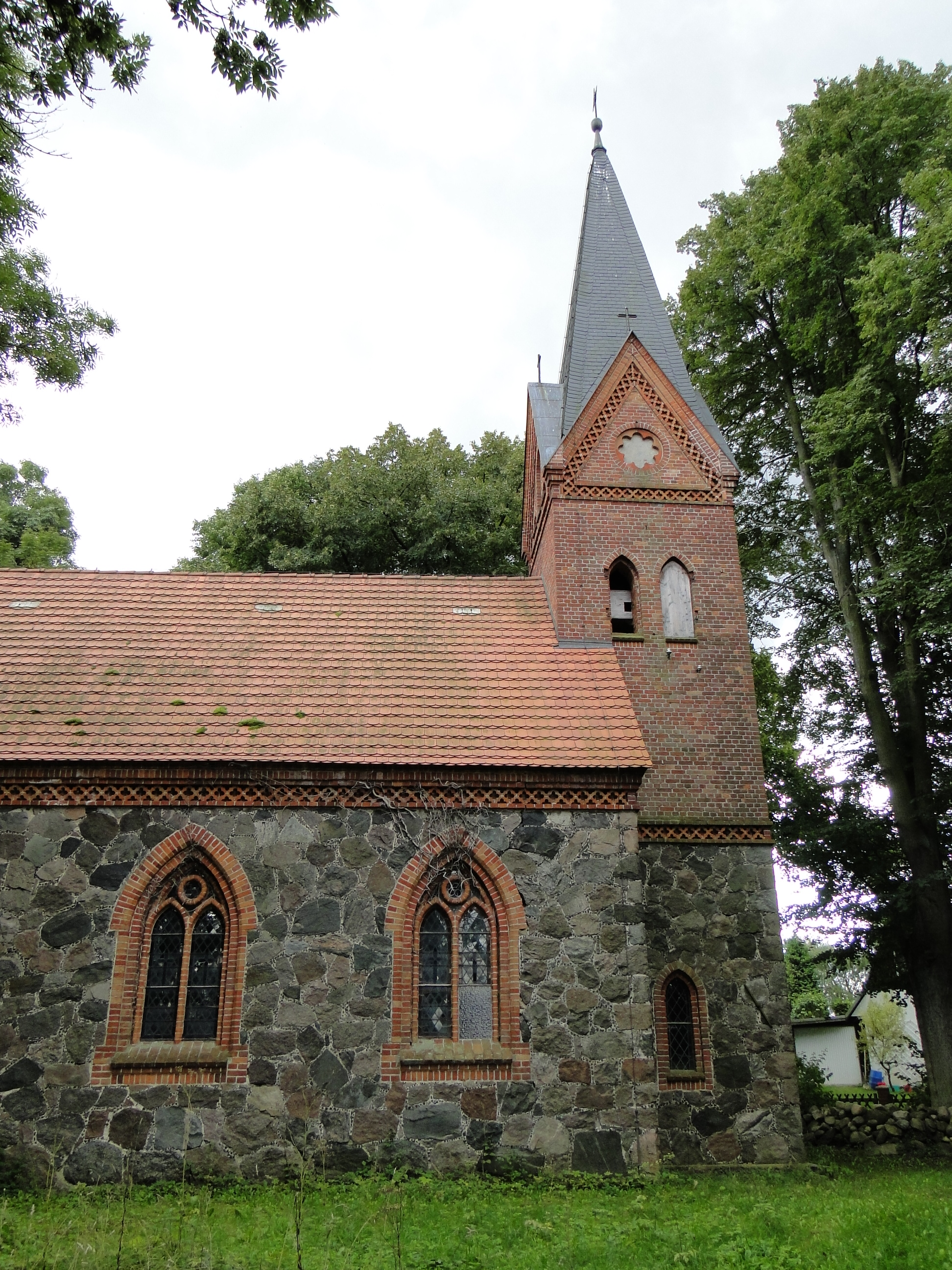
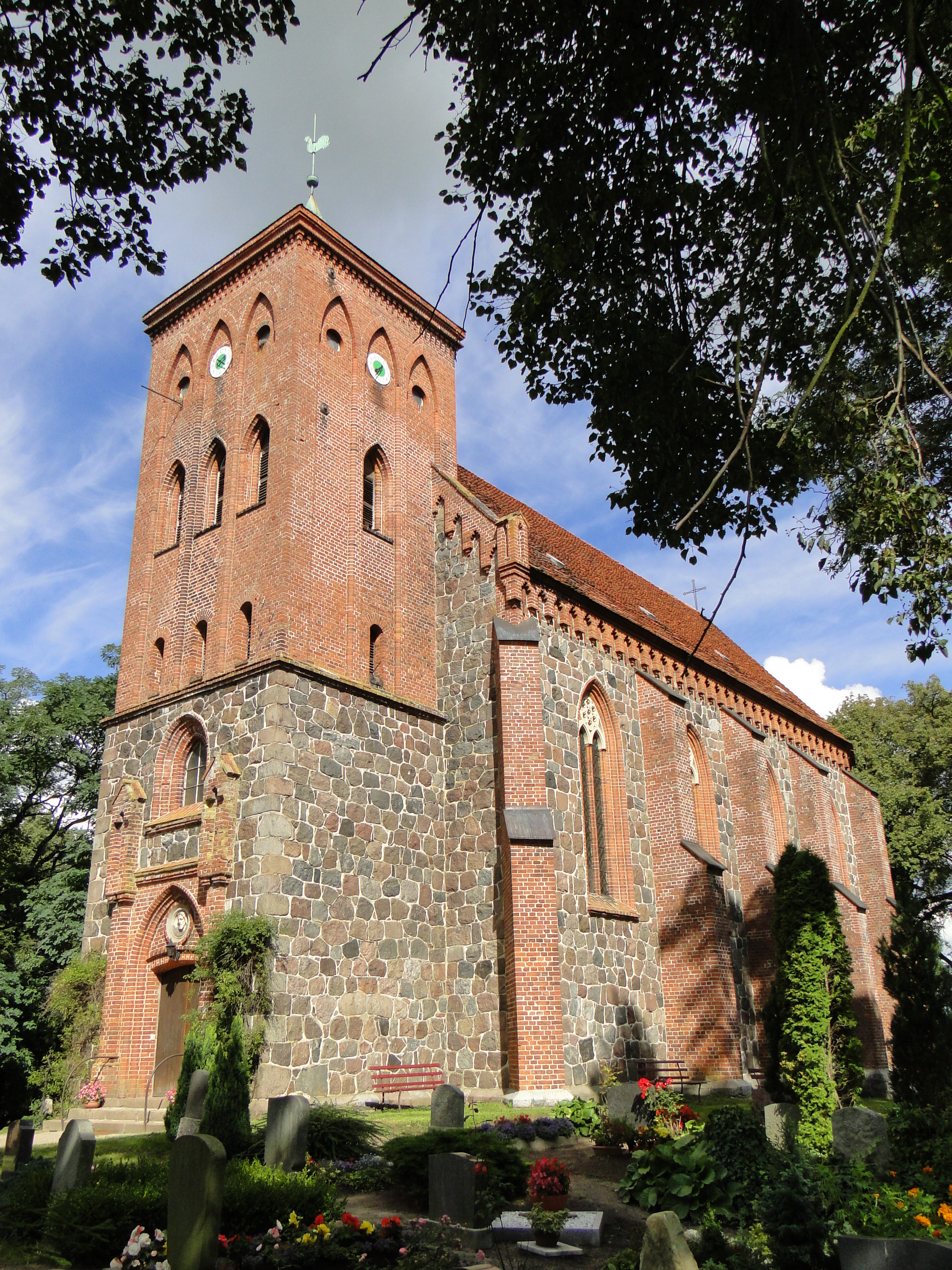